# Mai 1997

## Événements
- 1er mai : large victoire des travaillistes au Royaume-Uni : Tony Blair[1] remplace John Major.

- 3 mai : signature à Kiev d'un traité politique de bon voisinage et de coopération entre la Roumanie et l'Ukraine, représentées respectivement par Adrian Severin et par Guennadi Oudovenko. Ce texte, en négociation depuis quatre ans, vient confirmer l'inviolabilité des frontières des deux États[2].

- 5 mai : l'Ukraine signe le protocole numéro six de la Convention européenne des droits de l'homme concernant l'abolition de la peine de mort ainsi que la Convention européenne pour la prévention de la torture[3].

- 6 mai : autonomie de la Banque d'Angleterre pour la fixation des taux d'intérêt.

- 10 mai : en Iran, un séisme de magnitude 7,3 frappe la ville de Ghayen, tuant au moins 1567 personnes et en blessant près de 2300 autres.

- 11 mai : 
  - l'ordinateur IBM « Deep Blue » bat Garry Kasparov champion du monde d'échecs.
  - Formule 1 : Grand Prix automobile de Monaco.

- 12 mai : en Russie, le président Boris Eltsine signe un traité de paix (en) avec la république tchétchène d'Itchkérie, représentée par Aslan Maskhadov.

- 14 mai : création de la Star Alliance[4] plus grande alliance de compagnies aériennes ;

- 17 mai : fin de la Première guerre du Congo. Les troupes de l’AFDL entrent à Kinshasa. Victoire de Laurent-Désiré Kabila au terme de plusieurs semaines de combat au Zaïre (ex-Congo belge), qui reprend son nom de Congo, devenant la République démocratique du Congo.

- 19 mai : en Afghanistan, Abdul Rachid Dostom, l'homme fort du nord du pays, est trahi par ses généraux (Abdul Malik Pahlawan (en), Gul Mohammad Pahalwan (en), Ghaffar Pahlawan et Abdul Majid Rouzi (en)) qui l'accusent, entre autres, d'avoir assassiné Rassoul Pahlawan (en) en juin 1996[5],[6].

- 23 mai : en Iran, l'ancien ministre de la Culture Mohammad Khatami remporte l'élection présidentielle avec 69 % des suffrages exprimés, devenant le premier président réformiste de l'histoire du pays le 3 août suivant.
- 24 mai : en Afghanistan, les taliban s'emparent des villes de Mazâr-e Charîf et Chéberghân avec l'assentiment du général Abdul Malik Pahlawan (en).
- 25 mai : 
  - en Afghanistan, reconnaissance internationale du régime des taliban par le Pakistan[5] ;
  - en Italie, la Ligue du Nord organise un « référendum pour l'indépendance de la Padanie » qui reçoit 97 % de suffrages favorables :
  - en Pologne, la nouvelle constitution est approuvée par référendum (en) avec 53,45 % des suffrages exprimés en sa faveur[7],[8] ;
  - au Sierra Leone, le président Ahmad Tejan Kabbah est renversé par un coup d'Etat militaire et remplacé par le major Johnny Paul Koroma dans un contexte de guerre civile ;

- 26 mai : en Afghanistan, reconnaissance internationale du régime des taliban par l'Arabie saoudite[9] ;

- 27 mai : 
  - signature d'une charte entre l'OTAN et la Russie.
  - en Afghanistan, reconnaissance internationale du régime des taliban par les Émirats arabes unis[9] ;

- 28 mai : en Afghanistan, les désaccords entre les talibans et Abdul Malik Pahlawan (en) autour de l'administration du nord du pays conduisent à une reprise violente des affrontements à Mazâr-e Charîf[5],[10].

- 31 mai : au Canada, le pont de la Confédération est inauguré.

## Naissance
- 3 mai : 
  - Desiigner, chanteur américain.
  - Dwayne Haskins, joueur américain de football américain († 9 avril 2022).
- 5 mai :
  - Nicolas D'Oriano, nageur français.
  - Lambert LeClézio, cavalier franco-mauricien.
  - Mitchell Marner, hockeyeur sur glace canadien.
  - Innoss'B, chanteur et danseur congolais.
- 10 mai : Filippo Megli, nageur italien.
- 15 mai : Ousmane Dembélé, footballeur international français.
- 19 mai : Siham Loukili, coureuse cycliste marocaine.
- 23 mai : Cassandre Beaugrand, triathlète française.
- 24 mai : Olivia Podmore, cycliste néo-zélandaise († 9 août 2021).
- 26 mai : Anissa Maoulida, footballeuse comorienne.
- 30 mai : Jake Short, acteur  américain.

## Décès
- 9 mai : Marco Ferreri, cinéaste italien
- 29 mai : Jeff Buckley, chanteur de rock américain